# Ulan-Majorat (gemeente)
De gemeente Ulan-Majorat is een landgemeente in het Poolse woiwodschap Lublin, in powiat Radzyński.
De zetel van de gemeente is in Ulan-Majorat.
Op 30 juni 2004 telde de gemeente 6102 inwoners.

## Oppervlakte gegevens
In 2002 bedroeg de totale oppervlakte van gemeente Ulan-Majorat 107,77 km², waarvan:
- agrarisch gebied: 83%
- bossen: 10%

De gemeente beslaat 11,17% van de totale oppervlakte van de powiat.

## Demografie
Stand op 30 juni 2004:
| Omschrijving                   | Totaal | Totaal | Vrouwen | Vrouwen | Mannen | Mannen |
| ------------------------------ | ------ | ------ | ------- | ------- | ------ | ------ |
| eenheid                        | aantal | %      | aantal  | %       | aantal | %      |
| inwoners                       | 6102   | 100    | 2977    | 48,8    | 3125   | 51,2   |
| bevolkingsdichtheid (inw./km²) | 56,6   | 56,6   | 27,6    | 27,6    | 29     | 29     |

In 2002 bedroeg het gemiddelde inkomen per inwoner 1324,91 zł.

## Plaatsen
Domaszewnica, Domaszki, Gąsiory, Kępki, Klębów, Kolonia Domaszewnica, Kolonia Domaszewska, Kolonia Kępki, Kolonia Sobole, Nowe Pole, Paskudy, Rozwadów, Sętki, Skrzyszew, Sobole, Stanisławów, Stok, Stok-Kolonia, Ulan Duży, Ulan Mały, Ulan-Majorat, Wierzchowiny, Za Koleją, Zakrzew, Zarzec Ulański, Żyłki.

## Aangrenzende gemeenten
Borki, Kąkolewnica Wschodnia, Łuków, Radzyń Podlaski, Wojcieszków